# Fairmairoplia plicata
Fairmairoplia plicata är en skalbaggsart som beskrevs av Leon Fairmaire 1903. Fairmairoplia plicata ingår i släktet Fairmairoplia och familjen Melolonthidae. Inga underarter finns listade i Catalogue of Life.